# Helie Klaasse
Helena Johanna Maria (Hellie) Klaasse  (Amsterdam, 14 december 1949) is een voormalige Nederlandse roeister. Ze nam eenmaal deel aan de Olympische Spelen, maar won bij die gelegenheid geen medaille.
Ze maakte haar olympisch debuut op de Olympische Spelen van 1976 in Montreal. Met haar roeipartner Andrea Vissers kwam ze uit op het onderdeel dubbeltwee. Via een eerste plek in de kleine finale met een tijd van 4.03,37 eindigden ze op een zevende plaats overall.
Klaasse was aangesloten bij roeivereniging RIC in Amsterdam en studeerde biologie. Na haar doctoraal werd ze docente aan het Spinoza Lyceum in Amsterdam.

## Palmares

### roeien (dubbeltwee)
- 1973:  EK - 3.42,80
- 1975: 7e WK - 3.43,24
- 1976: 7e OS - 4.03,37

### roeien (dubbelvier)
- 1971: 7e EK - 3.54,50

Andrea Vissers · 
Helie Klaasse